# Feuerwehrmuseum Jever
Das Feuerwehrmuseum Jever ist ein Museum in Jever, das sich der Geschichte der Brandbekämpfung und der Feuerwehr widmet.

## Geschichte
Das Museum wurde von den Feuerwehr-Oldtimer-Freunden e. V. ins Leben gerufen und auf freiwilliger Basis in einem ehemaligen Güterschuppen am Bahnhof Jever eingerichtet. Im Jahr 2011 übernahm der Oldenburgische Feuerwehrverband die Leitung des Museums. 2011 wurde auch ein Erweiterungsanbau fertiggestellt, der künftig die Fahrzeuge beherbergt.

## Ausstellung
Das Feuerwehrmuseum bietet eine Vielzahl von Exponaten zum Thema Feuerwehr und ihrer Geschichte. Kernstück der Sammlung sind dabei eine Reihe von Feuerwehroldtimern aus dem Zeitraum von 1937 bis 1971. Außerdem werden historische Helme, Kleinlöschgeräte, Atemschutztechnik, Erste-Hilfe-Material und Uniformen in Vitrinen präsentiert. Ein weiterer Schwerpunkt des Museums ist die Funk- und Meldetechnik im Lauf der Zeit.